# Guillaume Leidenbach
Guillaume Leidenbach, né le 13 janvier 1863 à Ettelbruck et mort à l'âge de 80 ans le 8 mai 1943 à Luxembourg (Luxembourg), est un homme politique luxembourgeois, membre du Parti de la droite (RP).
Du 15 avril 1921 au 14 avril 1923, Guillaume Leidenbach est Directeur général — soit l'équivalent de ministre de nos jours — de la Justice et des Travaux publics dans le gouvernement dirigé par Émile Reuter,.
Guillaume Leidenbach est nommé conseiller d'État le 14 avril 1923, fonction venue à terme le 8 mai 1943 lors de son décès.

## Décoration
- Commandeur de l'ordre de la Couronne de chêne[5] (Luxembourg, 1932).